# Chaudhuriidae
Chaudhuriidae är en familj av fiskar. Chaudhuriidae ingår i ordningen Synbranchiformes, klassen strålfeniga fiskar, fylumet ryggsträngsdjur och riket djur. Enligt Catalogue of Life omfattar familjen Chaudhuriidae 10 arter.
Släkten enligt Catalogue of Life:
- Bihunichthys
- Chaudhuria
- Chendol
- Garo
- Nagaichthys
- Pillaia